# Scone
Un scone és un producte cuit, generalment de blat o de civada amb llevat artificial com a agent de fermentació i cuit en una safata de forn. Sovint s'endolceixen lleugerament i ocasionalment lacats amb una mescla d'ou batut i aigua o llet. L'scone és un component bàsic del cream tea. Es diferencia del teacake i altres tipus de dolços que es fan amb llevat de forner. Els scones van ser escollits com a representants de la República d'Irlanda per a Café Europe durant la presidència austríaca de la Unió Europea el 2006, mentre que el Regne Unit va triar el shortbread.
Els scones moderns estan àmpliament disponibles a les pastisseries, botigues de queviures i supermercats britànics. Un informe de mercat del 2005 va estimar que el mercat britànic de l'scone valia 64 milions de lliures esterlines, mostrant un augment del 9% respecte als cinc anys anteriors. L'increment es devia en part a una creixent preferència dels consumidors pels aliments comprats per impuls i els plats preparats. Les mescles venudes comercialment solen ser rodones, tot i que algunes marques són hexagonals, ja que aquesta forma es pot mosaicar per obtenir més eficiència de l'espai. Quan es preparen a casa, poden adoptar diverses formes, inclosos triangles, rodones i quadrats.